# .invalid
.invalid域名是由互联网工程任务组（IETF）在RFC 2606（1999年6月）文件中规定在互联网域名系统（DNS）中所被保留的不被安装为顶级域的域名标签。

## 保留DNS名称
互联网工程任务组于1999年保留了 example、invalid、localhost和test四个域名标签，以免被安装入域名系统中的根区（root zone）。
之所以要保留这些顶级域是为了减少发生冲突和混淆的可能性。这限制了这些名称只能用于文档或本地测试场景之中。

## 用途
此顶级域名有时在统一资源标志符（URIs）中有时作为伪顶级域来传达错误情况或是用于隐私保护。在会话发起协议有一个显著的例子，其使用了 anonymous.invalid 来指示隐藏的来电者的身份。